# Почобут (місячний кратер)
Почобут (лат. Poczobutt) — великий стародавній метеоритний кратер у північній півкулі зворотного боку Місяця. Назву присвоєно на честь білоруського та литовського астронома, математика Мартина Почобута-Одляницького (1728—1810) й затверджено Міжнародним астрономічним союзом у 1979 році. Кратер утворився у донектарському періоді.

## Опис кратера

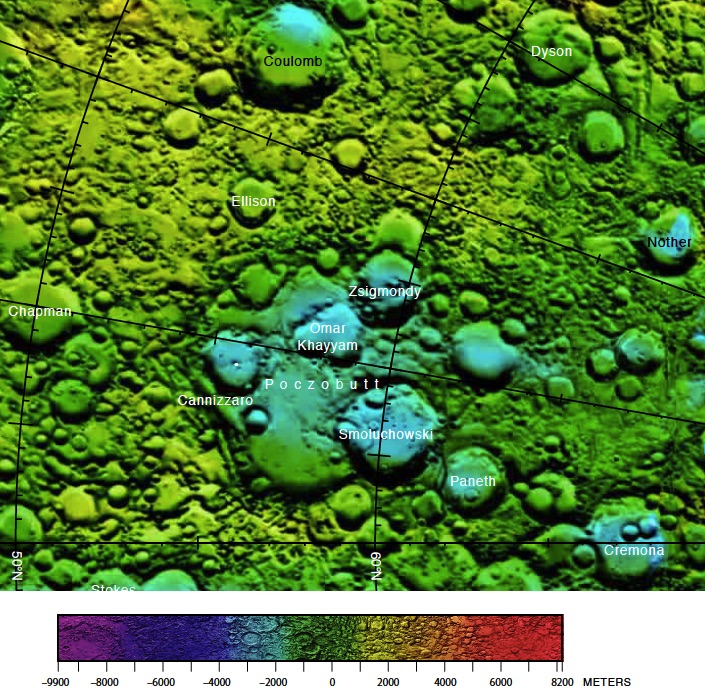
Околиці кратера Почобут. Фрагмент мапи зворотного боку Місяця (північ праворуч)

Північно-західна частина чаші кратера Почобут зайнята кратером Омар Хаям, північна частина валу кратера перекрита кратером Смолюховський, у південно-західній частині чаші розташований кратер Канніцаро. Серед інших найближчих сусідів кратера є кратер Зігмонді на північному заході; кратер Панет на півночі; кратер Ксенофан на сході; кратери Реньо і Вольта на сході південному сході; кратер Чепмен на півдні і кратер Еллісон на заході південному заході. Селенографічні координати центру кратера 57°16′ пн. ш. 99°14′ зх. д. / 57.27° пн. ш. 99.23° зх. д., діаметр 212 км, глибина 3120 м.
Кратер зазнав значних руйнувань за тривалий час свого існування. Вал значно згладжений і перекритий безліччю кратерів, фактично перетворився на кільце одиничних піків і хребтів. Найкраще збереглась східна частина валу, південно-східна частина валу прорізана довгою ущелиною. Дно чаші пересічене, за виключенням великої рівної ділянки у східній частині, поцятковане безліччю кратерів різних розмірів.

## Сателітні кратери
| Почобут | Координати                                                  | Діаметр, км |
| ------- | ----------------------------------------------------------- | ----------- |
| J       | 56°18′ пн. ш. 96°54′ зх. д. / 56.3° пн. ш. 96.9° зх. д.     | 23,2        |
| R       | 55°41′ пн. ш. 104°08′ зх. д. / 55.69° пн. ш. 104.14° зх. д. | 40,2        |

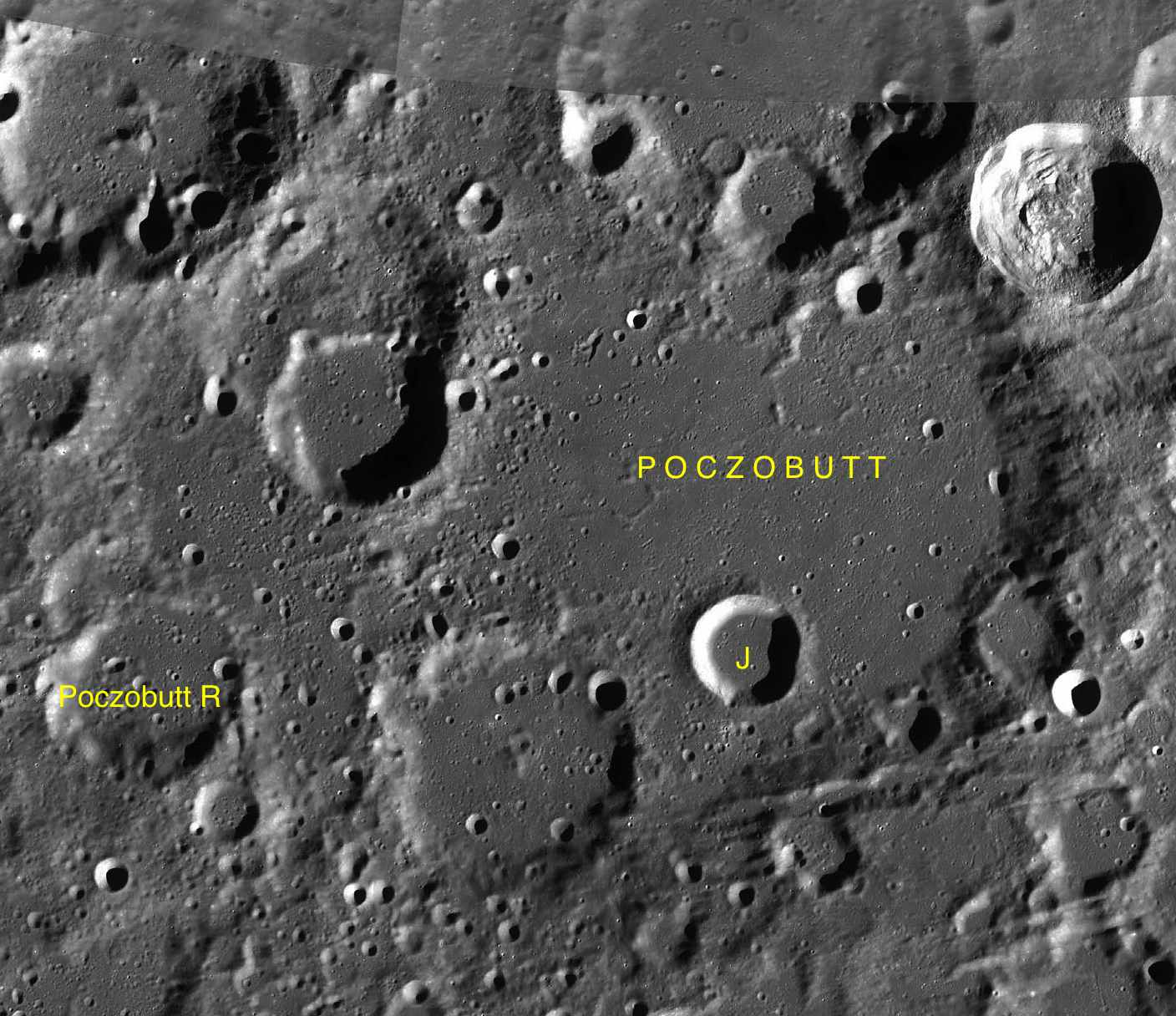
Фрагмент мапи LAC-21.

- Сателітний кратер Почобут J на відміну від інших кратерів в оточенні має вал з чітко окресленою крайкою і внутрішній схил з високим альбедо.